# أسا جي. ويلي
أسا جي. ويلي (بالإنجليزية: Asa G. Wiley)‏ هو مدير فني أمريكي، ولد في 1911 في بنسيلفانيا في الولايات المتحدة، وتوفي في 1995.